# Landschaftsschutzgebiet Filsumer Moor
Das Landschaftsschutzgebiet Filsumer Moor ist ein Landschaftsschutzgebiet auf dem Gebiet des Landkreises Leer im Nordwesten des Bundeslandes Niedersachsen. Es trägt die Nummer LSG LER 00017. Als untere Naturschutzbehörde ist die Landkreis Leer für das Gebiet zuständig.

## Beschreibung des Gebiets
Das am 10. Oktober 1975 ausgewiesene Landschaftsschutzgebiet umfasst eine Fläche von 0,45 Quadratkilometern und liegt in der Samtgemeinde Jümme. Es ist ein Hochmoorrest mit Moorbirkenwald, einigen Wiedervernässungsbereichen und extensiv genutztem Grünland.

## Schutzzweck
Wesentlicher Schutzzweck sind der Schutz vor Veränderungen, „die geeignet sind, die Natur zu schädigen, den Naturgenuss zu beeinträchtigen oder das Landschaftsbild zu verunstalten.“